# Boulay-les-Ifs
Boulay-les-Ifs ist eine französische Gemeinde mit 136 Einwohnern (Stand: 1. Januar 2022) im Département Mayenne in der Region Pays de la Loire; sie gehört zum Arrondissement Mayenne und zum Kanton Villaines-la-Juhel. 

## Geographie
Boulay-les-Ifs liegt etwa 39 Kilometer ostnordöstlich von Mayenne und etwa 21 Kilometer westsüdwestlich von Alençon. Die Gemeinde gehört zum Regionalen Naturpark Normandie-Maine. Umgeben wird Boulay-les-Ifs von den Nachbargemeinden Champfrémont im Norden und Osten, Saint-Pierre-des-Nids im Süden und Südosten sowie Pré-en-Pail-Saint-Samson im Westen und Südwesten.

## Bevölkerungsentwicklung
| 1962                       | 1968 | 1975 | 1982 | 1990 | 1999 | 2006 | 2019 |
| -------------------------- | ---- | ---- | ---- | ---- | ---- | ---- | ---- |
| 181                        | 177  | 160  | 160  | 131  | 168  | 164  | 143  |
| Quellen: Cassini und INSEE |      |      |      |      |      |      |      |

## Sehenswürdigkeiten

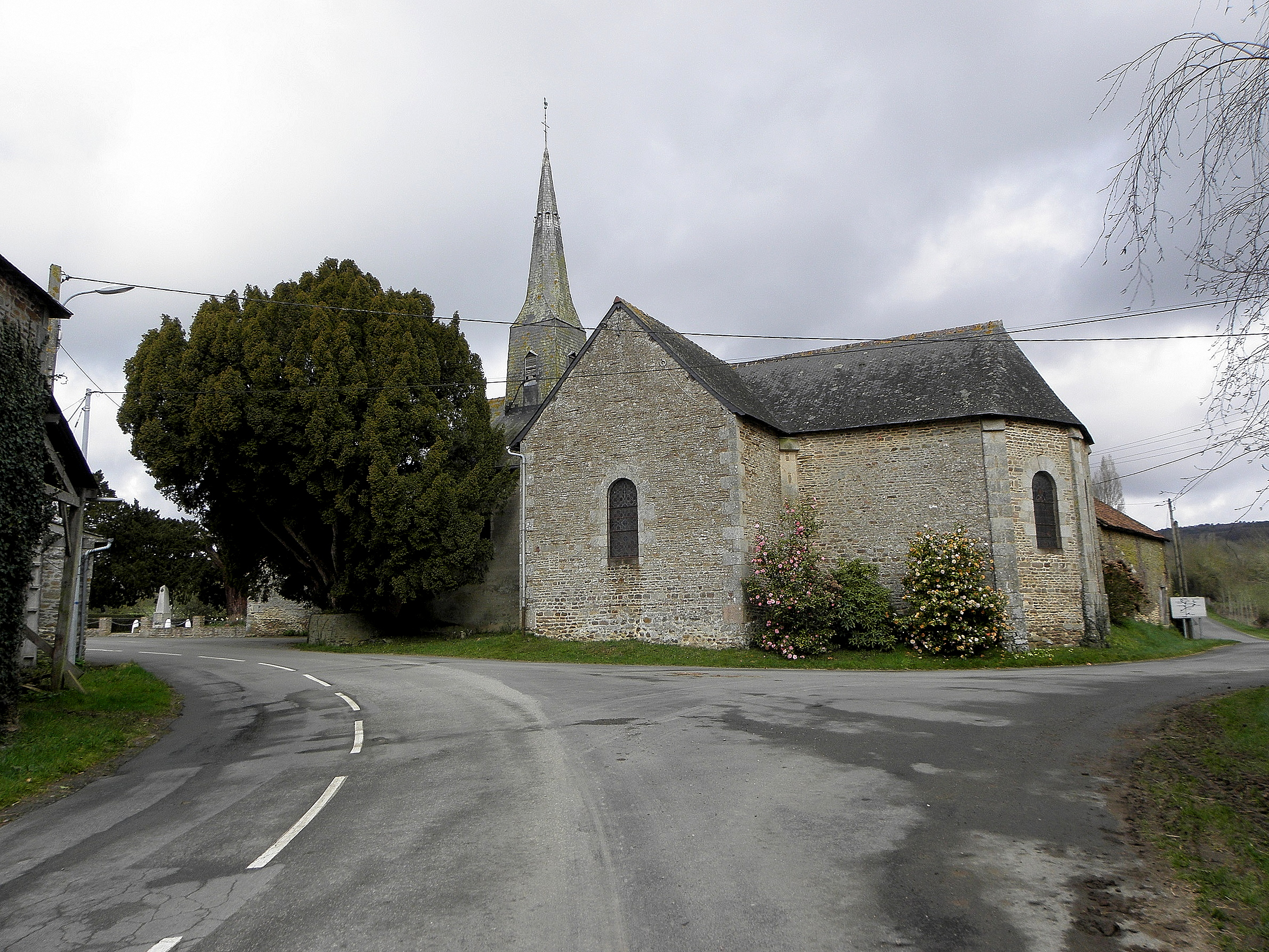
Kirche Sainte-Marie

- Kirche Sainte-Marie